# Scelio contractus
Scelio contractus är en stekelart som beskrevs av Alan Parkhurst Dodd 1927. Scelio contractus ingår i släktet Scelio och familjen Scelionidae. Inga underarter finns listade i Catalogue of Life.